# Cundíns
Cundíns o San Pelayo de Cundíns (llamada oficialmente San Paio de Cundíns) es una parroquia y una aldea española del municipio de Cabana de Bergantiños, en la provincia de La Coruña, Galicia.

## Entidades de población
Entidades de población que forman parte de la parroquia:
- Caixeira (A Caixeira)
- Coviña (A Coviña)
- Cundíns
- Eirita (A Eirita)
- Frinle
- Gándara (A Gándara)
- Iñaño
- Margarida (A Margarida)
- O Souteliño
- Outeiro (O Outeiro)
- Pedrouzo

## Demografía

### Parroquia
| Gráfica de evolución demográfica de Cundíns (parroquia) entre 2000 y 2018 |
|                                                                           |
| Datos según el nomenclátor publicado por el INE.                          |

### Aldea
| Gráfica de evolución demográfica de Cundíns (aldea) entre 2000 y 2018 |
|                                                                       |
| Datos según el nomenclátor publicado por el INE.                      |